# Alonso Guerrero Pérez
Alonso Guerrero Pérez, né le 12 novembre 1962 à Mérida (Badajoz, Espagne) est un écrivain et journaliste espagnol, enseignant en langue et littérature espagnoles. Outre de la fiction, il a écrit des essais et des critiques littéraires.

## Biographie
Né à Merida en 1962, fils de María de los Dolores Pérez Díaz et de Juan Francisco Guerrero, il fait ses études à Almendralejo (Badajoz), a étudié les Belles-lettres et devint enseignant en lycée. Sa carrière littéraire commence par présentation à divers prix littéraires. En 1982 , il reçoit le prestigieux Prix "Felipe Trigo" de Villanueva de la Serena (Badajoz) pour sa nouvelle Tricotomía, et en 1987 le Prix Navarra de Novela pour Los años imaginarios.
Dans les Années 1990, deux circonstances personnelles ont coïncidé : dans sa vie professionnelle, outre son travail d’enseignant, il se consacra à l’écriture, mais il publiait rarement. Un roman expérimental de cette époque est Los ladrones de libros (1991). Par ailleurs, dans sa vie privée, le 7 août 1998 il a épousé Letizia Ortiz, alors journaliste, qui deviendra plus tard princesse des Asturies et reine d’Espagne. Ils se sont connus quand elle était étudiante et lui professeur au lycée Ramiro de Maeztu à Madrid, se sont mariés à la mairie d'Almendralejo après une dizaine d'années de vie commune. Letizia et Alonso ont divorcé un an plus tard, en 1999.
Après cette époque, son rythme de publication s'est accéléré :
El hombre abreviado et El durmiente (1998), Fin del milenio en Madrid (1999), De la indigencia a la literatura et El edén de los autómatas (2004), Doce semanas del siglo XX (2007), Un palco sobre la nada (2012), et comme essais : La muerte y su antídoto (2004). Quand devint publique l'engagement de Letizia Ortiz avec Felipe de Bourbon, alors prince des Asturies, et surtout depuis leur mariage en mai 2004, sa vie fut agitée par des pressions institutionnelles, politiques et surtout médiatiques, dont il s'est tenu à l'écart jusqu'à la rédaction et la publication de El amor de Penny Robinson (2018).

## Analyse littéraire
Los ladrones de libros développe une intrigue à la limite du surréalisme : une bande de voleurs s'est spécialisée dans le pillage de librairies d'où ils emportent de grandes quantités de livres en gros, ensuite stockées dans une maison de campagne fantômatique . Les personnages sont des plus variés et le trait principal du style est l'abondance de métaphores, comparaisons et similaire, voire de greguerías.
Au contraire, El amor de Penny Robinson fait peu usage de tournures littéraires et se limite au récit de la pression médiatique, que l'auteur a peut-être subie à l'époque des noces de son ex-épouse, avec dédicace spéciale à la télévision. Le roman évoque à peine l'affaire Letizia et seule la propagande éditoriale y fait allusion. En fait, à la fin du roman, est développé le processus même de la rédaction de l'œuvre en tant que demande éditoriale.

## Œuvres
- Tricotomía (1982)
- Los años imaginarios (1987)
- Los ladrones de libros (1991)
- El hombre abreviado (1998)
- El durmiente (1998)
- Fin del milenio en Madrid (1999)
- De la indigencia a la literatura (2004)
- El edén de los autómatas (2004)
- La muerte y su antídoto (2004)
- Doce semanas del siglo XX (2007)
- Un palco sobre la nada (2012)
- Un día sin comienzo (2014)
- El mundo sumergido
- El amor de Penny Robinson (2018)